# Зеленковац
Зеленковац је планинско излетиште које се налази поред села Подрашница у општини Мркоњић Град, Република Српска, БиХ. Смјештено је на надморској висини од 880 m.
Излетиште је сачињено од долине истоименог потока, који извире на западним обронцима планине Лисине и тече кроз борову шуму. На потоку је прије неколико вијекова изграђено петнаестак воденица, а једну од њих је 1985. проширио и преуредио у свој атеље сликар Борислав Јанковић. У априлу 2002. године ово мјесто је добило статус еколошке зоне.
У преуређеној воденици, Јанковић је отворио и умјетничку галерију под називом: „Зашто није отишао Боро!?“. У галерији се налази колекција умјетничких дијела, етнографских и других културних садржаја. У ово излетиште долазе и други умјетници, новинари и туристи. Одржавају се и различите манифестације: обиљежавање дана планете Земље, Ђурђевдански сусрети — првомајски уранак, сајам народних инструмената, турнир у гоу, међународни камп волонтера, ликовна колонија, џез фестивал и др.
На Зеленковцу је изграђено неколико дрвених кућица, бунгалова, млинова, клупа и дрвених мостића. У непосредној близини налазе се и друга излетишта и мјеста за одмор и рекреацију. Једно од њих је и језеро Балкана, удаљено 4 km од Мркоњић Града, „Двоструки точкови“ и сл.